# Моше Огайон
Моше Огайон (івр. משה אוחיון, нар. 24 травня 1983, Ашдод) — ізраїльський футболіст, що грав на позиції півзахисника, зокрема за клуби «Ашдод» та національну збірну Ізраїлю.

## Клубна кар'єра
У дорослому футболі дебютував 2000 року виступами за команду «Ашдод», в якій провів шість сезонів, взявши участь у 137 матчах чемпіонату. Більшість часу, проведеного у складі «Ашдода», був основним гравцем команди.
Надалі також встиг пограти на батьківщині за «Бейтар» (Єрусалим) і «Хапоель» (Тель-Авів), а також у Швейцарії за «Вінтертур» та «Люцерн», польську «Легію» та кіпрський  «Анортосіс».
Завершував виступи на футбольному полі у рідному «Ашдоді», до якого учетверте за кар'єру прийшов 2016 року і де провів її останні два сезони.

## Виступи за збірну
2007 року дебютував в офіційних матчах у складі національної збірної Ізраїлю.
Загалом протягом кар'єри в національній команді, яка тривала 3 роки, провів у її формі 12 матчів.